# Узян (нижний приток Белой)
Узян (Южный Узян, Нижний Узян; баш. Үҙән) — река на Южном Урале, протекает в Бурзянском районе Башкортостана. Левый приток реки Белой.

## Географические сведения
Длина реки составляет 116 км, площадь бассейна — 1590 км². Впадает в Белую в 1098 км от её устья.
Исток реки расположен на восточном склоне хребта Ямангыр в 6 км к юго-юго-западу от села Хамитово. Протекает на юго-запад. Общее падение — 570 м. Скорость течения — до 0,8 м/с (в половодье до 2,5 м/с). Ширина — до 20—25 м. Сильно петляет в узкой долине. Дно каменистое, в нижнем течении — песчано-галечное. Питание реки смешанное, с преобладанием снегового. Среднегодовой расход воды у устья составляет 3,3 м³/с.
Лесистость бассейна составляет 86 %, распаханность — 5 %. Рельеф бассейна среднегорный, в верхнем течении — высокогорный.
На реке расположены населённые пункты Кулганино, Саргая, Малый Кипчак, Абдулмамбетово.
Верховья бассейна реки находятся в пределах Башкирского государственного природного заповедника.
Притоки (от устья, в скобках указана длина в км)
- 7,1 км лв: Бетеря (71)
- 28 км лв: Суваняк (47)
- 65 км лв: Сарагы (27)
- 85 км пр: Большая Саргая (14)
- 102 км лв: Яманъелга (17)
- 105 км лв: Малая Яманъелга (15)